# LeRoy Prinz
LeRoy Prinz (* 14. Juli 1895 in St. Joseph, Missouri; † 15. September 1983 in Wadsworth, Kalifornien) war ein US-amerikanischer Choreograf und Tänzer, war aber auch als Filmregisseur, Filmproduzent und Filmschauspieler tätig.

## Biografie
LeRoy Prinz brach frühzeitig die Schule ab, kam über Umwegen nach Frankreich und trat kurz vor Ausbruch des Ersten Weltkriegs der Fremdenlegion bei. Im Ersten Weltkrieg wurde Prinz im Geschwader von Edward Vernon Rickenbacker als Pilot eingesetzt; dabei soll Prinz eigenen Angaben nach 15-mal abgeschossen worden sein.
Nach Ende des Krieges lebte er einige Zeit in Paris und trat ab Mitte der 1920er Jahre als Tänzer in Nachtclubs in Erscheinung, darunter das bekannte Pariser Lokal Folies Bergère. Dabei wurde Prinz von Max Reinhardt entdeckt, der ihn mit nach Hollywood nahm. 1929 debütierte Prinz als Choreograf des Musikfilms Innocents of Paris; auch war er ein Jahr später, 1930, als Choreograf an Cecil B. DeMilles Madam Satan beteiligt.
Prinz’ Karriere begann zu florieren, als er 1933 von Paramount Pictures unter Vertrag genommen wurde, eine Zusammenarbeit, die acht Jahre, bis 1941, anhielt. In diese Zeit fallen jene drei Filme, für die Prinz 1936 bzw. 1938 dreimal für den Oscar in der zu jener Zeit bestehenden Kategorie Beste Tanzregie nominiert wurde. Es waren dies 1936 All the King’s Horses und The Big Broadcast of 1936 – beides Musicalverfilmungen – und Waikiki Wedding (1938), eine Filmkomödie. 1941 übernahm Prinz die Regie in dem Musicalfilm All-American Co-Ed, der zwei Oscarnominierungen erhielt.
1942 nahm ihn Warner Bros. unter Vertrag, und verblieb in dieser Partnerschaft bis 1957. In dem Musikfilm Thank Your Lucky Stars (1943) war er für die Tanznummern verantwortlich. In diese Phase seiner Karriere fällt auch seine Arbeit an dem 1956 inszenierten Monumentalfilm Die zehn Gebote, bei der sein Förderer Cecil B. DeMille Regie führte. 1958 wurde Prinz mit dem Golden Globe Award für die beste Filmchoreografie ausgezeichnet, wenn auch nicht speziell für einen Film.
LeRoy Prinz versuchte es auch als Regisseur und Produzent, wenn er auch von 1941 bis 1961 nur zehn Filme inszenierte, und dies überwiegend Kurzfilme. Erwähnenswert ist sein 1947 produzierter Kurzfilm A Boy and His Dog, für den Produzent Gordon Hollingshead in der Kategorie Bester Kurzfilm mit dem Oscar ausgezeichnet wurde.
Ab 1958 zog sich Prinz ins Privatleben zurück.
LeRoy Prinz, über dessen Privatleben nichts bekannt ist, starb 88-jährig eines natürlichen Todes.

## Filmografie (Auswahl)
- 1929: Der Straßensänger (Innocents of Paris)
- 1930: Madam Satan
- 1933: Alice im Wunderland (Alice in Wonderland)
- 1934: Bolero
- 1934: Das Phantom der Revue (Murder at the Vanities)
- 1934: Schiffbruch unter Palmen (We’re Not Dressing)
- 1935: Bengali (The Lives of a Bengal Lancer)
- 1935: All the King’s Horses
- 1936: Show Boat
- 1936: The Big Broadcast of 1936
- 1937: Champagner-Walzer (Champagne Waltz)
- 1937: Waikiki Wedding
- 1937: Liebe in Panama (Swing High, Swing Low)
- 1937: Schwarzes Gold (High, Wide and Handsome)
- 1937: Künstlerball (Artists & Models)
- 1937: Doppelt oder Nichts (Double or Nothing)
- 1937: Everyday’s a Holiday
- 1938: The Big Broadcast of 1938
- 1938: Tropic Holiday
- 1939: Dreivierteltakt am Broadway (The Great Victor Herbert)
- 1940: Die unvergessliche Weihnachtsnacht (Remember the Night)
- 1940: Der Weg nach Singapur (Road to Singapore)
- 1941: Der Weg nach Sansibar (Road to Zanzibar)
- 1941: All-American Co-Ed (Regie)
- 1941: Aloma, die Tochter der Südsee (Aloma of the South Seas)
- 1942: Yankee Doodle Dandy
- 1943: Das Geständnis einer Frau (The Hard Way)
- 1943: Botschafter in Moskau (Mission to Moscow)
- 1943: Liebeslied der Wüste (The Desert Song)
- 1943: Thank Your Lucky Stars
- 1944: Hollywood-Kantine (Hollywood Canteen)
- 1945: Rhapsodie in Blau (Rhapsody in Blue)
- 1945: Ein Mann der Tat (San Antonio)
- 1946: Trügerische Leidenschaft (Deception)
- 1946: Tag und Nacht denk’ ich an Dich (Night and Day)
- 1946: Der Himmel voller Geigen (The Time, the Place and the Girl)
- 1946: A Boy and His Dog (Regie, Kurzfilm)
- 1949: Tritt ab, wenn sie lachen (Always Leave Them Laughing)
- 1949: Mein Traum bist Du (My Dream Is Yours)
- 1949: Stern vom Broadway (Look for the Silver Lining)
- 1949: Ein tolles Gefühl (It’s a Great Feeling)
- 1950: The Daughter of Rosie O’Grady
- 1950: Bezaubernde Frau (Tea for Two)
- 1950: The West Point Story
- 1951: Romanze mit Hindernissen (On Moonlight Bay)
- 1951: Das Wiegenlied vom Broadway (Broadway Lullaby)
- 1951: Painting the Clouds with Sunshine
- 1951: In all meinen Träumen bist Du (I’ll See You in My Dreams)
- 1952: Gauner mit weißer Weste (Stop, You’re Killing Me)
- 1952: April in Paris
- 1952: Jazz Singer (The Jazz Singer)
- 1953: Zurück am Broadway (She’s Back on Broadway)
- 1953: El Khobar – Schrecken der Wüste (The Desert Song)
- 1954: Das blonde Glück (Lucky Me)
- 1956: Die zehn Gebote (The Ten Commandments)
- 1957: Ein Leben im Rausch (The Helen Morgan Story)
- 1957: Sayonara
- 1958: South Pacific